# Circondario di Cham
Il circondario di Cham è uno dei 71 circondari che compongono la Baviera.
Presenta una delle maggiori superficie e conseguenzialmente una delle minori densità.

## Città e comuni
(Abitanti al 31 dicembre 2023)
| Comuni del circondario | Città 1. Bad Kötzting (7 493) 2. Cham (17 593) 3. Furth im Wald (8 998) 4. Roding (13 224) 5. Rötz (3 328) 6. Waldmünchen (6 781) | Comuni 1. Arnschwang (2 048) 2. Arrach (2 304) 3. Blaibach (1 943) 4. Chamerau (2 576) 5. Eschlkam (3 337) 6. Falkenstein (3 504) 7. Gleißenberg (860) 8. Grafenwiesen (1 552) 9. Hohenwarth (1 934) 10. Lam (2 720) 11. Lohberg (1 875) 12. Michelsneukirchen (1 762) 13. Miltach (2 363) 14. Neukirchen beim Heiligen Blut (3 701) 15. Pemfling (2 274) 16. Pösing (1 006) 17. Reichenbach (1 340) 18. Rettenbach (1 826) 19. Rimbach (1 818) 20. Runding (2 275) 21. Schönthal (1 971) 22. Schorndorf (3 027) 23. Stamsried (2 273) 24. Tiefenbach (1 876) 25. Traitsching (4 323) 26. Treffelstein (987) 27. Waffenbrunn (2 060) 28. Wald (3 081) 29. Walderbach (2 397) 30. Weiding (2 483) 31. Willmering (2 081) 32. Zandt (2 087) 33. Zell (1 865) |